# Carnifex à collier
Micrastur semitorquatus
Espèce
Statut de conservation UICN

 LC  : Préoccupation mineure
Le Carnifex à collier (Micrastur semitorquatus) est une espèce d'oiseaux de la famille des Falconidae.

## Répartition

Cette espèce vit en Amérique centrale et en Amérique du Sud.